# Eric Berne
Eric Leonard Bernstein, conosciuto come Eric Berne (Montréal, 10 maggio 1910 – Carmel-by-the-Sea, 15 luglio 1970), è stato uno psicologo canadese, autore della teoria chiamata analisi transazionale.

## Biografia
Eric Berne era figlio di David Hiller Bernstein, medico generico, e Sarah Gordon Bernstein, scrittrice ed editrice. La sua famiglia, di origine ebraica, immigrò dalla Polonia e dalla Russia. Entrambi i genitori si erano laureati alla McGill University, ed Eric raccontò più volte delle impressioni raccolte da bambino accompagnando il padre nelle sue visite ai pazienti. Il padre morì di tubercolosi all'età di soli 38 anni. La madre da allora in poi si guadagnò da vivere con la sua professione di editrice e scrittrice. Fu lei ad incoraggiare il figlio a seguire le orme del padre. Eric si laureò e specializzò in chirurgia alla Facoltà di Medicina della McGill University nel 1935.
Berne è noto in America e in Europa come colui che ha dato origine e sviluppo all'Analisi Transazionale, una teoria della personalità che, tra l'altro, ha contribuito in maniera fondamentale allo sviluppo della terapia di gruppo. Si può quindi collegare il contributo di Berne direttamente al lavoro di associazioni come Alcolisti Anonimi o Telefono amico. Egli stesso si impegnò nel recupero psicologico dei veterani del Vietnam e della Seconda guerra mondiale come psichiatra militare. È noto negli ambienti della cosiddetta controcultura per essere stato analista e consulente della cantante statunitense Joan Baez. Ritenne opportuno dare al linguaggio tecnico dell'AT e all'intera teoria un aspetto familiare e leggibile ed esaltò l'idea che terapeuta e "paziente" collaborino su un piano paritario in base a un pieno e trasparente mutuo consenso.

### Prima della guerra
Eric Berne cominciò l'apprendistato presso l'Ospedale di Engelwood, nel New Jersey. Nel 1936 iniziò il tirocinio presso la Clinica psichiatrica della Facoltà di Medicina dell'Università Yale, dove lavorò per due anni. Tra il 1938 e il 1939 Berne divenne cittadino statunitense; decise così di abbreviare il suo nome da Eric Leonard Bernstein a Eric Berne. Il suo primo incarico fu di assistente in psichiatria clinica al Mount Zion Hospital di New York, posizione che mantenne fino al 1943, quando si arruolò nell'esercito come ufficiale medico.
Nel 1940 Berne aprì uno studio privato a Norwalk, nel Connecticut. Qui incontrò e sposò la sua prima moglie, Elinor, da cui ebbe due figli, Ellen e Peter. Nel periodo 1940-1943 fece il pendolare tra la sua abitazione privata a Westport e il suo studio privato a New York. Nel 1941 iniziò il suo tirocinio come psicoanalista al New York Psychoanalytic Institute, con Paul Federn. Da lui deriverà in parte la Teoria degli Stati dell'Io.

### Seconda guerra mondiale
Tra il 1943 e il 1945 Berne ricoprì incarichi per l'US Medical Corps, con gradi da Capitano a Maggiore. Lavorò in questa fase a Spokane (Washington), Fort Ord (California) e a Bingham City (Utah). Negli ultimi due anni fu attivo presso il presidio psichiatrico del Bushnell Army Hospital di Ogden, nello Utah, dove praticò la terapia di gruppo. Congedato dall'Esercito nel 1945 e ottenuto il divorzio, si trasferì nel 1946 in una ridente cittadina californiana, Carmel. Quell'anno completò The Mind in Action, pubblicato da Simon and Schuster a New York. Riprese il suo tirocinio in psicoanalisi presso il San Francisco Psychoanalytic Institute. Nel 1947 completò gli studi con Erik Erikson, con cui lavorò per due anni.

### In California fino alla rottura con la psicoanalisi
Durante il periodo trascorso al fianco di Erikson, Berne incontrò Dorothy de Mass Way. Nel 1949 si sposarono e andarono ad abitare a Carmel. La famiglia ebbe due figli, a cui si aggiungono altri tre che Dorothy aveva avuto da una precedente relazione.
Eric amava il ruolo paterno; al massimo lo si può accusare di eccessivo permissivismo. Era un genitore affettuoso, piuttosto che autoritario. 
Fino al divorzio consensuale con Dorothy, nel 1964, scrisse nella casa coniugale in un piccolo studio oltre il giardino.
In questo periodo: nel 1950 diventa assistente psichiatra al Mount Zion Hospital di San Francisco, e collabora come consulente con l'Ufficio medico dell'Esercito americano; nel 1951 inizia anche un incarico da assistente presso la Veterans Administration and Mental Hygiene Clinic di San Francisco. Infine apre uno studio privato sia a Carmel che a San Francisco.
Fino ai primi sei articoli pubblicati da Berne sul ruolo dell'intuizione nella diagnosi, Berne aspirava ancora a lavorare nella psicoanalisi. Già allora però sfidò nei suoi scritti il concetto di "inconscio". Nel 1941 al New York Psychoanalytic Institute e al San Francisco Psychoanalytic Institute, Berne aveva l'obiettivo di diventare uno psicanalista. Nel 1956 però la sua candidatura fu bocciata, con il suggerimento di fare altri quattro anni di analisi personale prima di ritentare a chiedere il riconoscimento.
Berne fu invece galvanizzato dal respingimento, che rilanciò la sua ambizione di estendere la psicoanalisi. Iniziò quindi a tentare un approccio originale alla psicoterapia. Nel 1957 si presentò al Congresso regionale della Associazione Americana di Psicoterapia di Gruppo (AGPA) di Los Angeles. L'articolo uscì nell'edizione del 1958 dell'American Journal of Psychotherapy.
Con questo articolo l'analisi transazionale, cioè il metodo di Berne per la diagnosi e la cura, fa il suo ingresso nella letteratura della psicoterapia. I punti chiave sono l'analisi strutturale, basata sugli stati dell'Io, e la teoria dei giochi (Games) e del copione (Script). Berne individua ben presto la terapia di gruppo come ambito principe per le tecniche da lui proposte. Punti forti: la rapidità nell'ottenere miglioramenti stabili, il minore costo e quindi la maggiore accessibilità al trattamento. Questi nuovi strumenti vengono subito adottati nella lotta contro mali sociali come l'abuso di alcol.
In seguito anche venditori, educatori, assistenti sociali e volontari contribuiranno a diffondere la conoscenza e l'uso di questi strumenti nel mondo. Di pari passo verranno create Società di Analisi Transazionale, con lo scopo di garantire la certificazione dei professionisti e dei metodi e lo sviluppo (che nel tempo è stato profondo) delle teorie iniziali di Berne.

## Le opere

### La mente in azione (The mind in action)
Nel 1947 viene pubblicato il primo libro di Berne The mind in acton, riveduto nel 1957 con il titolo di A layman’s guide to psychiatry and psychoanalysis (Guida per il profano alla psichiatria e alla psicoanalisi): “Possono le persone essere fondamentalmente diverse l’una dall’altra? E si possono giudicare dalle loro apparenze? Perché sogniamo? Come reagisce il bambino al comportamento dei genitori? Possono le emozioni causare malattie fisiche? Che cosa è l’inconscio?”. In questo testo, Berne indaga e offre possibili risposte a queste ed altre domande, poste frequentemente dalle persone comuni. Il suo approccio introduttivo alla psichiatria e alla psicoanalisi è diretto ai profani e, perciò, esposto in termini sufficientemente semplici e comprensibili. 

### Intuizione e stati dell'Io (Intuition and ego states)
Il volume Intuition and Ego States è pubblicato postumo nel 1977 e raccoglie gli articoli di Berne scritti tra il 1949 e il 1962, dove introduce passo passo la sua nuova teoria, l’Analisi Transazionale. La versione italiana Intuizione e Stati dell’Io è a cura di Michele Novellino e la sua pubblicazione risale al 1992. Vediamo una sintesi degli otto articoli in essa contenuti, collocati in un arco temporale che va dai tempi in cui Berne era in analisi con Erik Erikson fino al distacco dalla psicoanalisi ortodossa e alla nascita ufficiale nel 1958 dell’Analisi Transazionale quale nuovo metodo di terapia di gruppo.
Il primo, La natura dell'Intuizione esce nel 1949 su The Psychiatric Quarterly ed è evidente come l'autore ancora ragioni in termini psicodinamici. Per Berne l'intuizione è la conoscenza basata sull'esperienza acquisita, attraverso il contatto sensoriale con il soggetto, senza che “chi intuisce” riesca a spiegare esattamente a sé stesso o agli altri come è pervenuto alle sue conclusioni. In termini psicologici si definisce intuizione la conoscenza basata sull'esperienza acquisita mediante funzioni inconsce o preconsce preverbali, attraverso il contatto sensoriale con il soggetto.
L'autore inizia questi studi sull'intuizione mentre è ancora sotto le armi; per descriverne la natura evidenzia quattro tipi di “giudizi” (intesi come un'immagine della realtà che influisce sul comportamento e i sentimenti nei confronti della realtà stessa):
1. giudizi formati mediante una percezione verbalizzata, logica e attivamente diretta (funzione del sistema percettivo conscio)
2. giudizi formati mediante processi e osservazioni non verbalizzate, basate su conoscenze già formulate che, per il lungo uso, si sono integrate alla personalità e perciò funzionano sotto il livello di coscienza (funzione di sistemi preconsci)
3. giudizi formati con l'aiuto di indizi la cui formulazione non è ancora diventata o forse non diventerà mai conscia, ma che si basano su impressioni dei sensi (processo subconscio primario). Il secondo ed il terzo modo possono essere sottoposti con relativa facilità ad un'analisi conscia
4. giudizi formati con modalità che non possono essere spiegate con ciò che oggi sappiamo delle percezioni sensoriali (funzione dei sistemi inconsci).

Nell'articolo Berne spiega che l'intuizione è favorita da un atteggiamento mentale (disposizione intuitiva), i cui requisiti chiave sono la vigilanza e la recettività, mentre è ostacolata dalla partecipazione diretta dell'Io percettivo.
L'intuizione si ottiene più facilmente con la pratica e non dipende dalla quantità di esperienza. Precisa l'autore: «Le cose vengono disposte automaticamente sotto il livello di coscienza, i fattori percepiti in modo subconscio vengono separati, prendono posto automaticamente e sono integrati nell'impressione finale, che infine viene verbalizzata con qualche incertezza».
Si evincono due processi: la percezione subconscia e la verbalizzazione conscia. Si pensa che i fattori intuibili siano di due tipi:
- Atteggiamenti nei confronti della realtà e
- Manifestazioni istintuali.

Sembra che per comprendere l'intuizione si debba smettere di eccedere con l'esame di realtà, perché l'intuizione è un processo creativo. Un altro concetto espresso da Berne, di possibile origine sistemica, in questo articolo è il paradosso terapeutico come strumento psicologico.

#### Il ruolo dell'intuizione nella diagnosi
Nel 1952, con il secondo articolo, pubblicato su The International Record of Medicine, Berne tratta della natura della diagnosi e sottolinea che il primo strumento è la qualità intuitiva dell'osservatore, facendo anche notare che questo è il processo per cui tutti si formano continuamente giudizi sugli altri in tutti gli ambiti della vita.
Un fattore costante della diagnosi, anche intuitiva, è che si basa sulla comprensione che si ha delle comunicazioni del paziente. Più dirette sono le comunicazioni e maggiormente precisa sarà la diagnosi. Berne sottolinea che spiegare le ragioni su cui si basa la diagnosi è solo un processo secondario aggiuntivo, che giustifica ciò che in parte si conosce per altra via, ossia attraverso un processo cognitivo preconscio ed inconscio. Il processo subconscio non crea realmente la diagnosi, ma un giudizio preverbale che successivamente viene espresso in terminologia diagnostica. L'autore rileva che un dilettante diventa un professionista quando i suoi processi di analisi scendono sotto il livello di coscienza e funzionano con modalità integrative invece che aggiuntive.
Appare in questo articolo il concetto di energia, che poi sarà ripreso successivamente.

#### Le leggi della comunicazione
Siamo al terzo articolo, pubblicato in The Psychiatric Quarterly nel 1953 dal titolo: Natura della Comunicazione. Berne studia i messaggi comunicativi da un'ottica sistemica, separando cioè la comunicazione manifesta da quella latente (livello sociale e psicologico). L'autore parla di rumore per riferirsi al messaggio che la persona comunica non volendo, e di informazione per indicare ciò che la persona desidera comunicare.
I concetti ricordano quelli di linguaggio analogico e numerico usati rispettivamente per veicolare informazioni sul contenuto e sul tipo di relazione tra i comunicanti. Berne usa questi concetti per far notare che quello che in genere viene definito rumore in una comunicazione diventa la vera informazione per il terapeuta interessato allo stato psichico del soggetto emittente. In ogni caso due persone, per capirsi, devono essere d'accordo su cosa devono considerare rumore e cosa è invece informazione.
La comunicazione analogica è generalmente più incisiva di quella numerica. Quasi sempre il ricevente è più interessato a capire come l'emittente definisce la relazione - e quindi il ricevente stesso, piuttosto che sapere il contenuto del messaggio. Questo aspetto si acuisce con l'aggravarsi della patologia.
Berne riprende poi il concetto di energia psichica e afferma che «la comunicazione viene compresa quando cambia la distribuzione delle cariche energetiche psichiche nell'organismo ricevente». La carica energetica è la somma della carica di energia psichica esercitata su un'immagine psichica e dell'attribuzione di sentimenti e significati a tale immagine.
In questo articolo l'autore parla anche delle risposte latenti del terapeuta al paziente, ovvero del transfert e del controtransfert. La capacità del terapeuta deve essere quella di depurare la comunicazione latente dei pensieri causati dal controtransfert.
È da prendere in considerazione anche la relazione tra risposta latente ed intuizione. Berne a questo proposito dice che «la risposta latente ad una comunicazione è la conoscenza intuitiva del ricevente». Ovvero la risposta latente è determinata dalla conoscenza intuitiva.

#### Le immagini primarie
In Immagini primarie e Giudizio primario, il quarto e forse più importante articolo della serie, l'autore coniuga l'aspetto intrapsichico con quello interpersonale. Vengono definiti alcuni concetti basilari:
- immagine primaria: l'immagine di una relazione oggettuale infantile (l'uso di una zona esogena per un'espressione sociale). È presimbolica e si distingue dalle immagini della memoria per qualità pseudopercettiva, chiarezza superiore, ricchezza e precisione di dettagli, colorazione più brillante. Si forma integrando impressioni sensoriali e di altro tipo con le tensioni interne basate sui bisogni presenti e le esperienze passate.
- giudizio primario: è il concetto (vero o no) delle potenzialità della relazione oggettuale rappresentata dall'immagine. Queste sono il prodotto di processi preverbali (cognizione senza insight) che funzionano quasi automaticamente fuori dalla coscienza. Il giudizio primario è quindi sui comportamenti ed i sentimenti verso la realtà.

L'intuizione è quindi una forma particolare di diagnosi (giudizio che riguarda l'emittente da parte del ricevente), che si basa su processi inconsci come i giudizi primari, i quali a loro volta si basano sulle immagini primarie.
L'autore afferma che i bambini formano le loro diagnosi in base alla comunicazione latente e non manifesta. In genere le immagini e i giudizi primari vengono filtrati e raggiungono la coscienza in forma "civilizzata". Berne dice che i ricordi possono assumere la forma di immagini primarie e che il contenuto rimosso può consistere in un complesso di idee e sentimenti incorporati in una serie di immagini fortemente energizzate.
Nel soggetto nevrotico queste immagini suscitano angoscia e, se non vengono controllate completamente, si devono mettere in atto speciali meccanismi psichici per fronteggiare l'emergenza.
Nelle personalità borderline le immagini diventano coscienti ma, tramite meccanismi di difesa, si separano dall'investimento di carica. Per cui i giudizi che si formano non hanno potere sul comportamento nell'immediato.
In alcuni schizofrenici il controllo non avviene affatto e le immagini diventano coscienti e pienamente energizzate, portando con sé giudizi primari caratterizzati da notevole forza e urgenza. Il soggetto, se si sente sopraffatto, può espellere questi fenomeni mascherandoli come allucinazioni, riducendo così l'intensità della sua lotta.
Nel colloquio clinico il terapeuta si lascia andare nell'atteggiamento liberamente fluttuante per carpire l'immagine primaria del paziente, il quale a sua volta cerca le proprie paure e bisogni (comunicazioni latenti) nello psichiatra. Berne sottolinea che l'intuizione è più efficace nei colloqui iniziali (bastano addirittura i primi 10 minuti), diminuendo poi con il coinvolgimento e la conoscenza. I giudizi primari possono essere alterati dal controtransfert (il terapeuta ha lo stesso punto di vista del paziente o usa il paziente per soddisfare i suoi bisogni).

#### La Teoria degli Stati dell'Io
Il quinto articolo, L'Immagine dell'Io, pubblicato nel 1957 in The Psychiatric Quarterly, spiega il concetto di Stato dell'Io. Partendo soprattutto dagli studi di Federn, Weiss e Penfield, ma anche dalla corrente della Psicologia dell'Io, Berne prende il preesistente concetto di Stato dell'Io e lo sviluppa in quanto realtà fenomenica e comportamentale. L'autore riconosce che alcune immagini dell'Io (impressioni intuitive congruenti) sono specifiche percezioni dello stato dell'Io arcaico, attivo nel paziente in relazione.
In questo scritto l'Io arcaico equivale al Bambino mentre l'Io maturo all'Adulto. Il concetto di Genitore sarà sviluppato in seguito. Comunque lo stato arcaico dell'Io è, in questo momento per Berne, la summa di un serbatoio di immagini primarie e giudizi primari interconnessi, attivati selettivamente come risposta al comportamento delle persone incontrate.
Il terapeuta si costruisce un'immagine primaria, ma lavora sull'immagine dell'Io. L'immagine dell'Io si coglie attraverso la prontezza intuitiva del terapeuta, ma può essere sostituita sia dal modello dell'Io (descrittivo) che dal simbolo dell'Io (simbolico).
Nell'articolo Stati dell'Io in psicoterapia (1957), pubblicato da The American Journal of psychotherapy, Berne riprende i precedenti articoli e li struttura in un corpo unico.
Gli Stati dell’Io vengono qui definiti in modo più completo, nei loro aspetti emotivo, cognitivo e comportamentale. Berne introduce lo Stato dell’Io Genitore, ma anche i processi terapeutici della decontaminazione e della deconfusione, che portano come risultato un senso di maggiore armonia interiore. Sul piano teorico, differenzia più chiaramente Super-Io, Io e Es di Freud dagli Stati dell’Io Genitore, Adulto e Bambino, entrando nel merito di un ulteriore livello di analisi strutturale dello Stato dell’Io Genitore (che contiene a sua volta Genitore, Adulto e Bambino del proprio genitore) e dello Stato dell’Io Bambino (con Genitore, Adulto e Bambino del proprio bambino). Dopo aver portato l’esempio di un caso clinico nel quale utilizza la tecnica dell’analisi strutturale degli Stati dell’Io, evidenzia i risultati del trattamento con questo metodo di ventitré pazienti prepsicotici, psicotici e postpsicotici, dove per il 78% ci fu un miglioramento costante e stabile; mentre con quarantadue pazienti non psicotici, il miglioramento fu soltanto nel 67% dei casi e i rimanenti rimasero nelle precedenti condizioni. Berne pone inoltre un’attenzione particolare al linguaggio, definendo non costruttivo l’utilizzo del termine infantile per parlare del Bambino: “È preferibile trattare il Bambino secondo i migliori principi pediatrici, senza dominare, diffamare o minacciare. Analogamente, per ragioni semantiche, i termini ‘maturo’ e ‘immaturo’ dovrebbero essere evitati in quanto fuorvianti.” (Berne, 1992; pag. 137).

### La nascita ufficiale dell’Analisi Transazionale
Nell’articolo Analisi transazionale: un metodo nuovo ed efficace di terapia di gruppo (1958), pubblicato nel The American Journal of Psychotherapy, Berne offre un compendio del nuovo corpo teorico dell’AT, evidenziandone la natura interpersonale e l’approccio clinico. Le delucidazioni teoriche sono affiancate da esempi clinici sulle basi dell’Analisi Transazionale: Analisi strutturale, Analisi transazionale semplice, Analisi dei giochi, Analisi del copione. Infine, mette in luce come l’analisi strutturale e l’analisi transazionale possano rappresentare un approccio di autoanalisi più accessibile rispetto all’autoanalisi nella psicoanalisi ortodossa.
Nell’ultimo articolo La psicodinamica dell’intuizione (1962), pubblicato nel The Psychiatric Quarterly, Berne sembra chiudere un po’ il cerchio, integrando le conoscenze sull’intuizione con il suo studio degli stati dell’Io, mettendo così le basi della teoria del conflitto intrapsichico. L’intuizione, come fenomeno archeopsichico, può diminuire in efficacia per l’interferenza dell’attività neopsichica e esteropsichica, del pensiero logico e del pensiero ‘etico’.

### Analisi transazionale e psicoterapia: un sistema di psichiatria sociale e individuale (Transactional analysis in psychotherapy)
Nel 1961 viene pubblicato il libro di Berne Analisi transazionale e psicoterapia: un sistema di psichiatria sociale e individuale.
In questo testo, Berne presenta in modo puntuale la struttura del nuovo modello psicoterapeutico dell’Analisi transazionale, “un sistema unificato di psichiatria individuale e sociale”, pensato principalmente come terapia di gruppo. 
Nella parte introduttiva, definisce lo stato dell’Io come un sistema compatto di sentimenti che motivano l’insieme dei modelli comportamentali di un soggetto. Berne fa riferimento agli studi di Penfield sulla riproduzione vivida e “attuale” del vissuto passato del paziente, in conseguenza alla stimolazione di determinate aree cerebrali, pur conservando la coscienza di trovarsi nella stanza dell’esperimento. Riporta i commenti dello psicoanalista Kubie rispetto a tali esperimenti: “il soggetto è insieme osservatore e osservato” e la definizione di stato dell’Io di Weiss, esponente importante della scuola della Psicologia dell’Io di Federn. “Weiss sottolinea esattamente quanto Penfield aveva dimostrato: che stati dell’Io di età precedenti si mantengono in un’esistenza potenziale all’interno della personalità.” (Berne, 1971; pp. 10-11).
Il libro Analisi transazionale e psicoterapia è suddiviso in quattro parti: psichiatria individuale e analisi strutturale, psichiatria sociale e analisi transazionale, psicoterapia e frontiere dell’Analisi transazionale.

### La struttura e la dinamica delle organizzazioni e dei gruppi (The structure and dynamics of organizations and groups)
Nel 1963 viene pubblicato il libro di Berne La struttura e la dinamica delle organizzazioni e dei gruppi, la sua prima opera sui gruppi, che troverà la traduzione italiana a cura di Michele Novellino, solo nel 2018 con la pubblicazione della casa editrice Franco Angeli.
Il libro è suddiviso in quattro parti che trattano i seguenti temi:
- Parte I - Un’analisi illustrativa di un incontro di gruppo. Come si compone il gruppo, le sue fasi, la leadership, il processo e le dinamiche di gruppo
- Parte II - Il gruppo come un insieme. La struttura del gruppo, le dinamiche di gruppo, la classificazione strutturale, il progresso e la storia, le funzioni del gruppo, l’autorità di gruppo, la classificazione dei gruppi
- Parte III - L’individuo nel gruppo. La struttura di personalità, l’analisi delle transazioni, l’analisi dei giochi, l’accomodamento dell’individuo al gruppo
- Parte IV – Psichiatria sociale applicata. La psicoterapia di gruppo, terapia dei gruppi malati, la gestione delle organizzazioni

### A che gioco giochiamo (Games people play)
Nel 1964 viene pubblicato il libro di Berne A che gioco giochiamo. Nella prima parte, dopo aver ripreso l’analisi strutturale della personalità, i tipi di transazioni e le forme di strutturazione del tempo, Berne approfondisce l’analisi dei giochi, la loro genesi, le funzioni che svolgono e la loro classificazione a seconda di diversi tipi di criteri. La seconda parte è un’antologia dei giochi: i giochi della vita (es. l’alcolizzato, prendetemi a calci, ti ho beccato… ); i giochi coniugali (spalle al muro, il tribunale, tutta colpa tua…); i giochi di società (perché non… sì ma, non è terribile, il goffo pasticcione…); i giochi sessuali (vedetevela tra voi, violenza carnale, burrasca…); giochi della malavita (guardie e ladri, peliamo quel pollo…); i giochi dello studio medico (sto solo cercando di aiutarti, la contadina, psichiatria, lo stupido…); i giochi “buoni” (la vacanza di lavoro, il cavaliere, lieto di essere utile…). La terza parte intitolata “Al di là dei giochi” tratta sia dell’importanza dei giochi sia dell’obiettivo della conquista dell’autonomia, vale a dire del vivere liberi dai giochi, recuperando le tre capacità fondamentali: consapevolezza, spontaneità e intimità.

### Principi di terapia di gruppo (Principles of group treatment)
Nel 1966 viene pubblicato il libro di Berne Principi di terapia di gruppo, un vero e proprio trattato sistematico dove l’analisi transazionale viene applicata ai gruppi, aprendo anche lo stimolo per il confronto con altre forme di terapia, dalla psicoanalisi, alla terapia gestaltica, lo psicodramma, l’analisi esistenziale, e così via.
La prima parte del libro si occupa dei principi di base: come si prepara il gruppo, le considerazioni sul terapeuta e sul vice terapeuta, la selezione dei pazienti, le istruzioni e l’importanza della preparazione della prima seduta. Un intero capitoletto è dedicato a “i primi tre minuti” e poi Berne si occupa della responsabilità del terapeuta, i diversi metodi di trattamento, le dinamiche di gruppo, l’insegnamento, l’ambito della ricerca e delle pubblicazioni.
La seconda parte entra nel vivo dell’analisi transazionale: i principi generali, le tecniche di base (le otto operazioni terapeutiche: interrogazione, specificazione, confronto, spiegazione, illustrazione, conferma, interpretazione, cristallizzazione), la teoria della personalità, il rapporto tra analisi transazionale e altre forme di trattamento, i giochi clinici (Sto solo cercando di aiutarti, Psichiatria, Goffo pasticcione) e i giochi organizzativi.

### Fare l'amore (Sex in human loving)
Nel 1970 viene pubblicato il libro di Berne Fare l’amore, basato su una serie di lezioni di psicologia del sesso promosse da Jake Gimbel all’Università di California nel 1966. Berne si sofferma nella sua introduzione sul linguaggio, sulle parole fredde e asciutte, calde e umide, sulle parole oscene e sull’educazione sessuale. La prima parte del libro è dedicata al perché il sesso è necessario, alla descrizione degli organi sessuali, dell’atto sessuale, allo sfruttamento degli organi sessuali. La seconda parte prende in esame le diverse forme di relazioni umane, i giochi sessuali, sesso e benessere (le diverse fami, compresa la fame di contatto e di sesso, il sesso e l’etica, l’estetica, l’intimità, il matrimonio…). La terza parte raccoglie domande e risposte, aforismi e ammonimenti finali.

### “Ciao!”... E poi? La psicologia del destino umano (What do you say after you say hello?)
Nel 1972 viene pubblicato postumo il libro di Berne “Ciao!”... E poi? La psicologia del destino umano, che parte proprio dalle domande: Cosa dici dopo aver salutato? E… come saluti? In questo testo, Berne affronta il tema importante della programmazione parentale e di come essa influisca sul destino umano. Il tema centrale è quello del copione, inteso nella sua accezione limitante, quale ostacolo principale allo sviluppo autonomo e libero dell’individuo. Berne analizza l’apparato del copione, il suo sviluppo a partire dall’infanzia, la revisione nell’età adolescenziale e le possibilità che abbiamo di liberarcene. Individua varie tipologie di copione, descrive alcuni copioni tipici e il modulo di matrice di copione ideato da Claude Steiner.

### La mia infanzia a Montreal (A Montreal childhood)
Nel 2010 viene pubblicato l’inedito di Berne La mia infanzia a Montreal. Il figlio Terry Berne, scoperti gli scritti del padre intitolati “La vecchia casa di pietra”, ha deciso di pubblicarli. Questo testo ci permette così di ripercorrere la crescita di Eric Berne, nei primi decenni del ventesimo secolo, inserita nello sfondo culturale e sociale di quegli anni in Canada.

## Elenco delle opere
- Eric Berne, La mente in azione (The Mind in Action, Simon & Schuster, 1947), traduzione di Giordano Manzini, Collana Avventure del pensiero n. 77, Milano, Bompiani, 1951. 418 pp.
- Eric Berne, Analisi transazionale. Un sistema di psichiatria sociale e individuale (Transactional Analysis in Psychotherapy, Ballantine Books, 1961), traduzione di Liliana Menzio, Collana Psiche e coscienza, Roma, Astrolabio, 1971. 250 pp.
- Eric Berne, La struttura e le dinamiche delle organizzazioni e dei gruppi (The Structures and Dynamics of Organizations and Groups, Ballantine Books, 1961), traduzione di Tommaso Novellino, Collana Psicoterapie n. 291, Milano, Angeli, 2018, ISBN 978-88-917-7151-3. 326 pp.
- Eric Berne, A che gioco giochiamo (Games People Play, Grove Press, 1964), Collana Cose d'oggi n. 46, Milano, Bompiani, 1967. 221 pp.
- Eric Berne, Principi di terapia di gruppo (Principles of Group Treatment, Oxford University Press, 1966), traduzione di Salvatore Maddaloni, Collana Psiche e coscienza, Roma, Astrolabio, 1986, ISBN 88-340-0865-0. 277 pp.
- Eric Berne, Intuizioni e stati dell'io (The Happy Valley, Random House, 1968), traduzione di M. Di Francesco, Collana Psiche e coscienza, Roma, Astrolabio, 1992, ISBN 978-88-340-1066-2. 161 pp.
- Eric Berne, Fare l'amore (Sex in Human Loving, Simon and Schuster, 1970), traduzione di Andrea D'Anna, Collana Cose d'oggi n. 76, Milano, Bompiani, 1971. 255 pp.
- Eric Berne, "Ciao!"... e poi? (What Do You Say After You Say Hello?, Bantam Books, 1973), traduzione di Roberto Spinola, Laura Bruno, Collana Saggi Bompiani, Milano, Bompiani, 1979. 275 pp.
- Eric Berne, Guida per il profano alla psichiatria e alla psicoanalisi (A Layman's Guide to Psychiatry and Psychoanalysis, Grove Press, 1975), traduzione di Liana C. Ferri, Collana Psiche e coscienza, Roma, Astrolabio, 1969. 354 pp.
- Eric Berne, La mia infanzia a Montreal (A Montreal Childhood, Editorial Jeder, 2010), traduzione di Federica Gusmeroli, Collana Controcanto n. 6, Milano, La Vita Felice, 2012, ISBN 978-88-7799-726-5. 173 pp.